# Flora Kleinschnitzová
Flora Kleinschnitzová (16. března 1891 Brumov – 16. září 1946 Praha) byla moravská knihovnice, pedagožka, spisovatelka, historička a překladatelka.

## Životopis
Rodiče Flory byli: Josef Kleinschnitz poštmistr v Brumově a Anna Kleinschnitzová-Wunschová z Kunštátu. Měla sestry: Mariu Kleinschnitzovou (16. 6. 1887), Alžbětu Kleinschnitzovou (1889) a Heřminu Kleinschnitzovou (3. 1. 1893).
Maturovala na reálce v Uherském Brodě, v letech 1913–1919 studovala na Filosofické fakultě Univerzity Karlovy (dále FFUK). Od roku 1919 působila v Univerzitní knihovně v Praze, v oddělení rukopisů a starých tisků. Od roku 1930 byla docentkou na FFUK, kde přednášela.
Flora Kleinschnitzová byla literární historička, zabývající se starší i novější českou literaturou, slovenskou literaturou 19. století a kulturními styky československo-švédskými. Byla členkou Literárního odboru Matice slovenské, Učenej spoločnosti Šafárikovej, Masarykova lidovýchovného ústavu, Ústavu skandinávského a nizozemského v Praze, po druhé světové válce místopředsedkyní Severské společnosti aj. V Praze XII. bydlela na adrese Lublaňská 37.

## Dílo

### Spisy
- Náboženští blouznivci XIX. století v Čechách v moderním českém románu – disertační práce. Praha: FFUK, 1919[3]
- Náboženské postavy z lidu v díle Karoliny Světlé – Praha: s. n., 1919
- Úvodem k výstavě iluminovaných rukopisů – Praha: Veřejná a univerzitní knihovna, 1919–
- Sládkovičova "Marína" v československém písemnictví – Praha: vlastním nákladem, 1925
- Z našej romantiky: listy Samoslava B. Hrobona a Bohuslavy Rajskej [Anna Gašparíková-Horáková] – Turčiansky Svätý Martin (dále jen Martin): vlastním nákladem, 1925
- Andrej Sládkovič a jeho doba. (1820–1850) – habilitační práce. Praha: A. Bečková, 1928
- Karel Slavoj Amerling a Slovensko: (kapitola zo vzájomnosti československej. Martin: Slovenské Pohľady, 1930
- Samoslav B. Hroboň a Karol Slavoj Amerling – Martin: Slovenské Pohľady, 1930
- Die slowakische Schriftsprache: (Ein Problem der Romantik) – Prag: Staatsdruckerei, 1930
- Seltene Bohemica des XVI. Jahrhunderts in schwedischen Bibliotheken – Uppsala: Almquist & Wiksells, 1931
- Dies irae, dies illa …: (ze sklonku "Zlatého věku") – Praha: s. n.,1932
- Ex Bibliotheca Tychoniana collegii soc.Jesu Pragae ad s.Clementem – Uppsala: Wiksells Boktryckerei, 1933
- Dvě jubilea: [Matica slovenská, Josef Škultéty] – Praha: s. n., 1933
- Emanuel Swedenborg v Praze: Opožděný lístek jubilejní ze styků švédsko-českých – Praha:
- Vlasti, vědě a Tobě …: Z archivu rodiny Emlerovy – Praha: nákladem důchodů obce hlav. města Prahy, 1936
- Tjeckoslovakiens andliga kulturliv genom tiderna – Med särskild hänsyn till motsvarande strömningar i Sverige av. Praha: Orbis, 1937
- Z našej romantiky: výber z diela – zredigoval, doslov a poznámky napísal Cyril Kraus. Bratislava: Slovenský spisovateľ, 1958

### Překlady
- Kouzlo severu: povídky z Adalenu – Pelle Mollin; ze švédštiny. Praha: A. Bečková, 1928
- Erasma Roterodámského "Uxor mempsigamos" v českém překladě – Praha: Státní tiskárna, 1931

### Jiné
- Slovenská kniha: výstava říjen 1931 – uspořádaná péčí Československé jednoty v Praze; katalog sestavili Flora Kleinschnitzová a Pavel Bujnák. Praha: Československá jednota, 1931
- Bibliothecae Clementinae analecta. 1, Vox saeculi; nové příspěvky k poesii českého humanismu; ke druhému sjezdu klasických filologů slovanských – rediguje Jan Emler; vydala Flora Kleinschnitzová. Praha: Veřejná a universitní knihovna v Praze, 1931
- Rukopisy svatováclavské v Národní a Universitní knihovně v Praze – Praha: typ. Dyrynkova tiskárna, 1939